# Todor Živanović
Todor Živanović (Belgrado, 27 settembre 1927 – Belgrado, 20 giugno 1978) è stato un calciatore jugoslavo, di ruolo attaccante.

## Carriera
Inizia la carriera nell'FK Metalac Valjevo, ma all'inizio della stagione 1950 viene ingaggiato dal BSK Belgrado per passare poi alla Stella Rossa, con cui vince tre Campionati della RSF di Jugoslavia, e il titolo di capocannoniere, con 21 reti del campionato 1952-1953.

## Palmarès

### Club

#### Competizioni nazionali
- Campionato jugoslavo: 3

1951, 1952-1953, 1955-1956

### Individuale
- Capocannoniere della Prva Liga: 1

1952-1953 (17 goal)